# Mother Earth (revista)

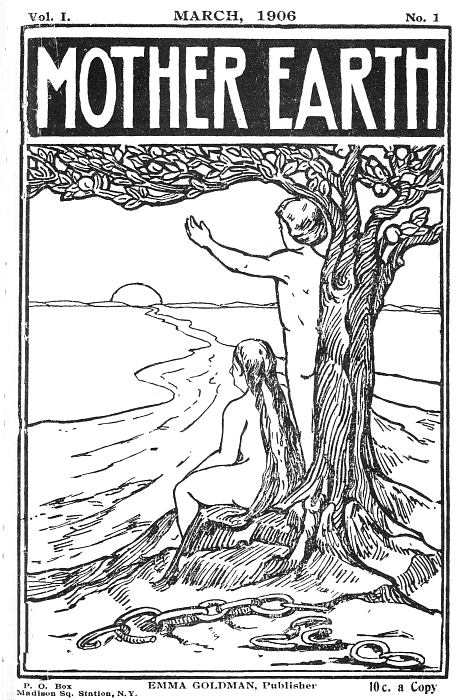
Portada de Mother Earth

Mother Earth (Madre Tierra) fue una publicación política radical, surgida en marzo de 1906 por obra de la anarquista Emma Goldman; Alexander Berkman, otro anarquista bien conocido, era el editor de la revista. Era una publicación política que abogó causas políticas radicales, la agitación laboral, y la oposición al gobierno de los Estados Unidos en una variedad de aspectos. Sus suscriptores y partidarios formaron un virtual “quién es quién” de la política radical en los años antes de 1920.

## Antimilitarismo
En 1917, Mother Earth comenzó a promover abiertamente la oposición a la entrada estadounidense en la Primera Guerra Mundial y más específicamente a desobedecer las leyes del gobierno sobre el reclutamiento y el registro militar. El 15 de junio de 1917, el congreso pasó el Acta de Espionaje. Los castigos determinados por la ley para los actos de interferencia en política extranjera y espionaje. El acto autorizó multas y penas de prisión de hasta 20 años para cualquier persona que obstruya el proyecto militar o anime a la “deslealtad” contra el gobierno de los Estados Unidos. Después de que Emma Goldman y de Alexander Berkman continuaron abogando contra el reclutamiento, las oficinas de Goldman en Mother Earth fueron registradas a fondo, y los volúmenes de archivos y las listas detalladas de suscripción, junto con el diario de Berkman The Blast, fueron incautados. Como divulgó el reporte del Departamento de Justicia:

Un cargamento de expedientes anarquistas y de material de la propaganda fue incautado, e incluye lo que se cree es un registro completo de los amigos de la anarquía en los Estados Unidos. Un espléndido índice guardado fue encontrado, que los agentes federales creen simplificará grandemente su tarea de identificar a personas mencionadas en los varios libros y papeles de registro. Las listas de suscripción de Mother Earth y de The Blast, que contienen 10.000 nombres, también fueron incautadas.

## Anécdotas
En 1914, cuatro asociados de Goldman y Berkman comenzaron a construir una bomba de la dinamita en su apartamento para hacer estallar la mansión en Tarrytown, Nueva York de John D. Rockefeller. Uno de los trazadores del plan apenas había abandonado el departamento para dirigirse a las oficinas de Mother Earth (aparentemente para informar a Alexander Berkman que la bomba estaba casi lista) cuando la bomba estalló prematuramente, demoliendo dos pisos del edificio de apartamentos y matando a los constructores de bomba dentro. Berkman negó todo conocimiento del programa de la bomba, aunque habló en los funerales de los anarquistas difuntos. Más adelante, se fue para San Francisco por un año para publicar su propio diario revolucionario, The Blast.
La feminista polaca Eva Kotchever, amiga de Goldman y futura fundadora del Eve's Hangout de Nueva York, venderá el periódico en todo Estados Unidos.

## Cierre
Mother Earth permanecía en la circulación mensual hasta el agosto de 1917. Goldman y Berkman fueron encontrados culpables de violar el Acta de Espionaje, y posteriormente fueron deportados.